# Phyllium gantungense
Phyllium gantungense es una especie de insecto de la familia Phylliidae. Es endémica de Filipinas.

## Taxonomía
Phyllium gantungense fue descrito en 2009 sobre la base de un holotipo femenino del Monte Gantung, Palawan. El holotipo se encuentra actualmente en el Museo de Historia Natural de Génova.